# Saint-Paterne
Saint-Paterne és un municipi francès situat al departament del Sarthe i a la regió de País del Loira. L'any 2007 tenia 1.591 habitants.

## Demografia

### Població
El 2007 la població de fet de Saint-Paterne era de 1.591 persones. Hi havia 620 famílies de les quals 132 eren unipersonals (44 homes vivint sols i 88 dones vivint soles), 252 parelles sense fills, 204 parelles amb fills i 32 famílies monoparentals amb fills.
La població ha evolucionat segons el següent gràfic:
Habitants censats

### Habitatges
El 2007 hi havia 652 habitatges, 635 eren l'habitatge principal de la família, 2 eren segones residències i 14 estaven desocupats. 586 eren cases i 36 eren apartaments. Dels 635 habitatges principals, 495 estaven ocupats pels seus propietaris, 137 estaven llogats i ocupats pels llogaters i 3 estaven cedits a títol gratuït; 22 tenien una cambra, 34 en tenien dues, 52 en tenien tres, 205 en tenien quatre i 322 en tenien cinc o més. 478 habitatges disposaven pel capbaix d'una plaça de pàrquing. A 316 habitatges hi havia un automòbil i a 259 n'hi havia dos o més.

### Piràmide de població
La piràmide de població per edats i sexe el 2009 era:
| Homes | Edats   | Dones |
| ----- | ------- | ----- |
| 0     | 95 o +  | 0     |
| 0     | 90 a 94 | 8     |
| 8     | 85 a 89 | 16    |
| 8     | 80 a 84 | 12    |
| 16    | 75 a 79 | 28    |
| 24    | 70 a 74 | 32    |
| 52    | 65 a 69 | 44    |
| 28    | 60 a 64 | 36    |
| 52    | 55 a 59 | 44    |
| 56    | 50 a 54 | 44    |
| 80    | 45 a 49 | 92    |
| 72    | 40 a 44 | 80    |
| 48    | 35 a 39 | 60    |
| 40    | 30 a 34 | 32    |
| 40    | 25 a 29 | 32    |
| 20    | 20 a 24 | 56    |
| 76    | 15 a 19 | 72    |
| 52    | 10 a 14 | 48    |
| 48    | 5 a 9   | 56    |
| 36    | 0 a 4   | 16    |

## Economia
El 2007 la població en edat de treballar era de 1.037 persones, 760 eren actives i 277 eren inactives. De les 760 persones actives 715 estaven ocupades (398 homes i 317 dones) i 45 estaven aturades (24 homes i 21 dones). De les 277 persones inactives 140 estaven jubilades, 78 estaven estudiant i 59 estaven classificades com a «altres inactius».

### Ingressos
El 2009 a Saint-Paterne hi havia 610 unitats fiscals que integraven 1.510 persones, la mediana anual d'ingressos fiscals per persona era de 19.994 €.

### Activitats econòmiques
Dels 57 establiments que hi havia el 2007, 1 era d'una empresa alimentària, 2 d'empreses de fabricació d'altres productes industrials, 10 d'empreses de construcció, 7 d'empreses de comerç i reparació d'automòbils, 7 d'empreses de transport, 4 d'empreses d'hostatgeria i restauració, 1 d'una empresa d'informació i comunicació, 3 d'empreses immobiliàries, 6 d'empreses de serveis, 7 d'entitats de l'administració pública i 9 d'empreses classificades com a «altres activitats de serveis».
Dels 17 establiments de servei als particulars que hi havia el 2009, 1 era una oficina d'administració d'Hisenda pública, 1 oficina de correu, 1 funerària, 2 tallers de reparació d'automòbils i de material agrícola, 5 paletes, 2 fusteries, 1 empresa de construcció, 3 perruqueries i 1 restaurant.
L'únic establiment comercial que hi havia el 2009 era una fleca.
L'any 2000 a Saint-Paterne hi havia 6 explotacions agrícoles.

## Equipaments sanitaris i escolars
L'únic equipament sanitari que hi havia el 2009 era una farmàcia.
El 2009 hi havia una escola elemental.

## Poblacions més properes
El següent diagrama mostra les poblacions més properes.